# Puggle

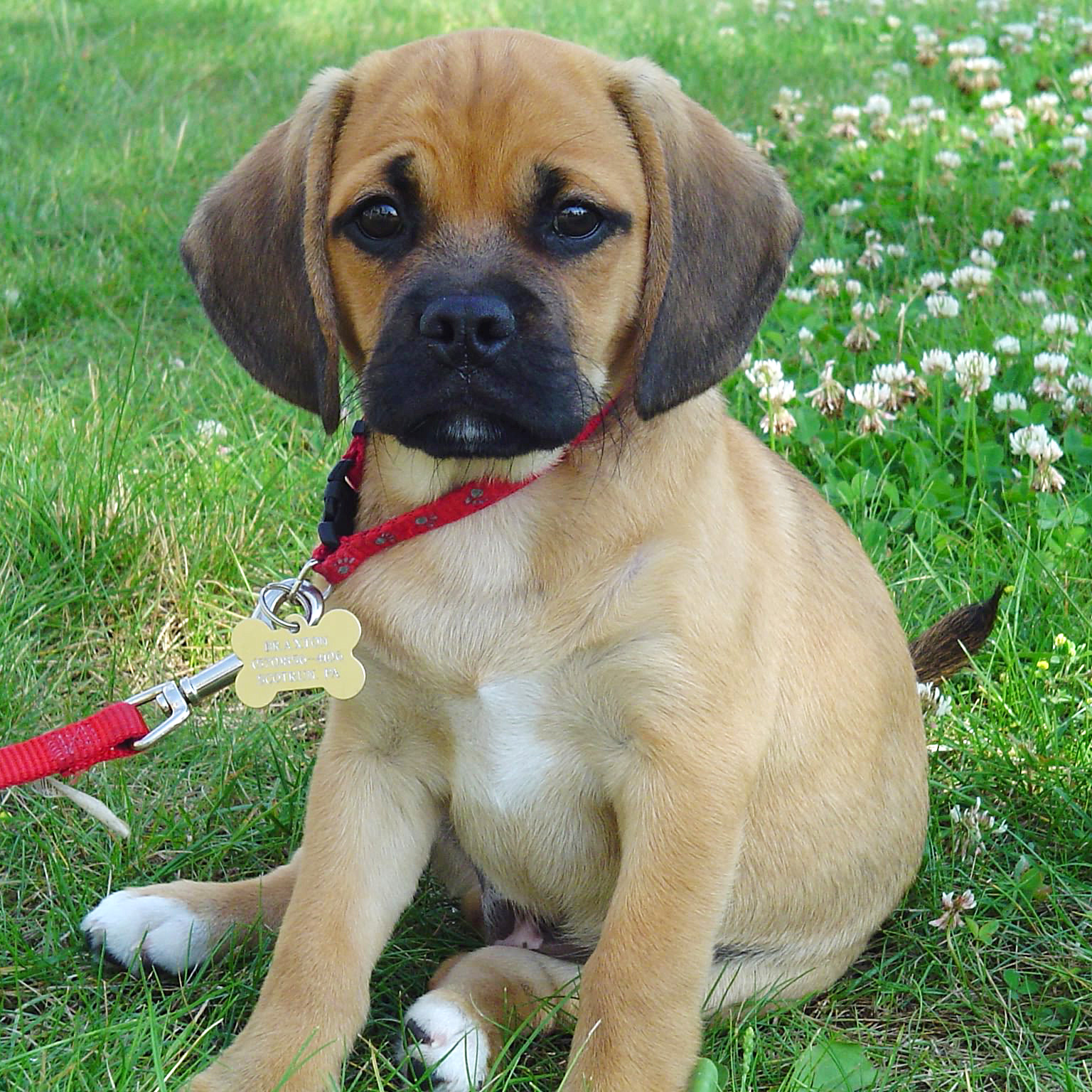

Puggle är en blandrashund som är en korsning av de två hundraserna mops och beagle. Namnet är en sammansättning av orden pug (mops på engelska) och beagle. Hunden väger runt 9-14 kg.